# Australia Station
Die Australia Station war ein Verband der britischen Royal Navy bzw. der Royal Australian Navy. Der Verantwortungsbereich umfasste die Gewässer um Australien und die britischen Kolonialbesitzungen im Südpazifik. Sie bestand von 1848 bis 1941.
Seit den zwanziger Jahren des 19. Jahrhunderts entsandte die East Indies Squadron der Royal Navy jährlich ein Schiff zu Patrouillenfahrten in die Gewässer der britischen Kolonie New South Wales und nach Neuseeland. Mit der wachsenden politischen und ökonomischen Bedeutung der australischen Kolonien wurde 1848 die Australian Division der East Indies Station gebildet. Im Jahre 1859 wurde die Division in ein selbständiges Kommando umgewandelt. Ab 1884 wurde die Station von einem Konteradmiral befehligt. Die australischen Kolonien stellten kleine Verbände zum Küstenschutz auf. Armstrong gelang es fünf Kanonenboote vom Typ Rendel 1884 zu verkaufen.

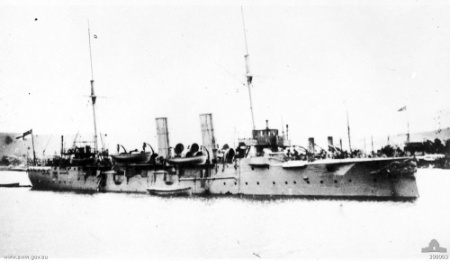
Die Katoomba, erstes Flaggschiff der Australian Auxiliary Squadron

Eine wesentliche Verstärkung der Präsenz der Royal Navy trat 1891 mit der Aufstellung der Australian Auxiliary Squadron ein, die von den Kolonien mit finanziert wurde und am 5. September 1891 mit den fünf Kreuzern Katoomba, Wallaroo, Tauranga, Ringarooma, Mildura der Pearl-Klasse (von denen zwei in der Regel außer Dienst seien sollten) und den zwei Torpedokanonenbooten Boomerang und Karrakatta der Sharpshooter-Klasse in Sydney eintraf. Die „normale“ Station der Royal Navy verfügte gleichzeitig nur über ein modernes Kampfschiff mit dem Kreuzer 1. Klasse Orlando, 5600 tn.l., der seit 1888 Flaggschiff der Station war und bis Ende 1897 blieb. Daneben waren nur eine ältere Korvette, drei Sloops, von denen zwei nur noch Vermessungsaufgaben wahrnahmen, drei Kanonenboote und der Schoner Dart vorhanden.

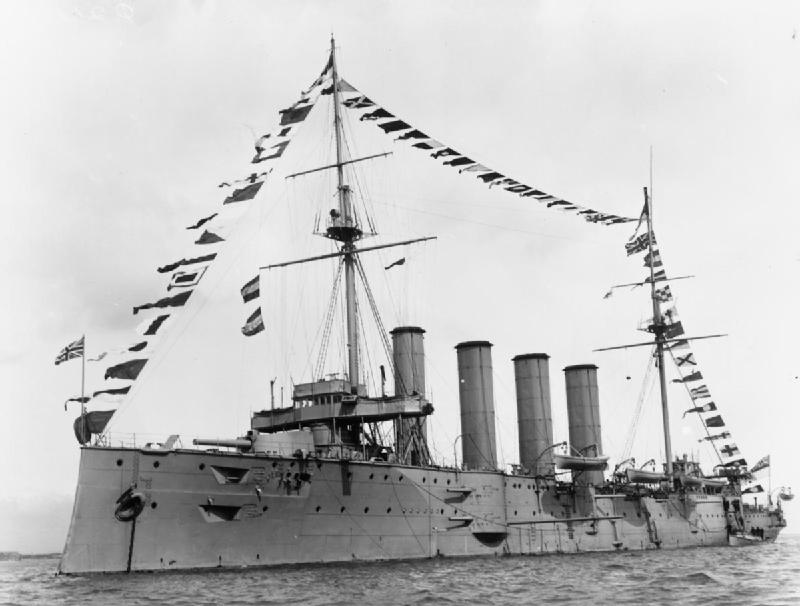
Die Drake, Flaggschiff der Australia Station 1912

Am 1. Juni 1906 taten auf der Australia Station unter Vizeadmiral Sir Wilmot Fawkes der Kreuzer 1. Klasse die 14200 tn.l. große Powerful, drei Kreuzer 2. Klasse (Challenger, Encounter, beide 5880 tn.l., und die ältere, 4360 tn.l. große Cambrian) und fünf Kreuzer der Pelorus-Klasse, (Psyche, Pegasus, Prometheus, Pioneer und Pyramus, alle , 2135 tn.l.) sowie die 960 tn.l.-große Sloop Torch Dienst.
Am 4. Oktober 1913, schon bald nach der Schaffung der Royal Australian Navy im Jahr 1912, ging die Station in deren Verantwortung über. Die Australische Flotte umfasste den Schlachtkreuzer Australia, die Leichten Kreuzer Sydney und Melbourne, die übernommenen Kreuzer Encounter und Pioneer sowie die Zerstörer Parramatta, Warrego und Yarra der River-Klasse. Beim Kommandowechsel verblieb der Royal Navy die Verantwortung für Neuseeland, wo die HMS Psyche die Aufgaben als Stationskreuzer übernahm und der China Station der Royal Navy unterstand und 1921 in die New Zealand Station umgewandelt wurde.
Während der Zeit ihres Bestehens umfasste der Verantwortungsbereich der Station 1/6 der Erdoberfläche, dabei verschoben sich die genauen Grenzen von Zeit zu Zeit. Vor Beginn des Zweiten Weltkrieges umfasste der Verantwortungsbereich der Station die Gewässer um Australien, das östliche Neuguinea und erstreckte sich in südlicher Richtung bis zur Antarktis.
Mit Aufstellung der Eastern Fleet am 8. Dezember 1941 ging die Australia Station in dieser auf.